# Regionalwahl in Umbrien 1980
Die Regionalwahl in Umbrien 1980 fand am 8. und 9. Juni statt.

## Wahlergebnis
| Listen            | Listen                                        | Stimmen | %    | Mandate |
| ----------------- | --------------------------------------------- | ------- | ---- | ------- |
|                   | Partito Comunista Italiano                    | 253.874 | 45,2 | 14      |
|                   | Democrazia Cristiana                          | 154.853 | 27,6 | 9       |
|                   | Partito Socialista Italiano                   | 80.202  | 14,3 | 4       |
|                   | Movimento Sociale Italiano – Destra Nazionale | 30.589  | 5,4  | 1       |
|                   | Partito Repubblicano Italiano                 | 14.906  | 2,7  | 1       |
|                   | Partito Socialista Democratico Italiano       | 14.532  | 2,6  | 1       |
|                   | Partito di Unità Proletaria per il Comunismo  | 7.250   | 1,3  | –       |
|                   | Partito Liberale Italiano                     | 5.838   | 1,0  | –       |
| Gesamt            | Gesamt                                        | 562.044 | 100  | 30      |
|                   |                                               |         |      |         |
| Ungültige Stimmen | Ungültige Stimmen                             | 28.927  | 4,9  |         |
| Wähler            | Wähler                                        | 590.971 | 92,6 |         |
| Wahlberechtigte   | Wahlberechtigte                               | 637.881 |      |         |